# Monete euro sammarinesi
     Zona euro
     UE appartenenti agli AEC II
     UE appartenenti agli AEC II con deroga
     UE non appartenenti agli AEC II
     Non UE che usano bilateralmente l'euro
     Non UE che usano unilateralmente l'euro
Le monete euro sammarinesi sono le monete in euro coniate dalla Repubblica di San Marino tramite la zecca di Roma dell'Istituto Poligrafico e Zecca dello Stato.
Gli euro di San Marino (insieme a quelli del Principato di Monaco, di Andorra e della Città del Vaticano) rappresentano una particolarità nell'ambito del Sistema Monetario europeo, avendo accordi bilaterali con gli stati confinanti. Infatti, pur non facendo parte dell'Unione europea, San Marino è stato autorizzato a utilizzare l'euro come moneta ufficiale, dato che prima utilizzava la lira italiana. La lira sammarinese e la lira vaticana venivano anch'esse utilizzate come valuta a corso legale. Con l'adozione da parte dell'Italia dell'euro, anche gli euro di San Marino sono entrati in circolazione, diventando rapidamente estremamente ricercati da parte dei collezionisti di monete, dato il numero limitato di serie coniate.
Gli euro di San Marino sono coniati dalla Zecca di Roma, al pari degli euro italiani. La faccia comune è la stessa di tutte le altre monete europee, mentre l'autore delle immagini riportate sull'attuale faccia nazionale delle monete è Arno Ludwig; la serie in corso fino al 2016 aveva invece František Chochola come autore e Ettore Lorenzo Frapiccini come incisore.

## Faccia nazionale

### 1ª serie (2002-2016)
| € 0,01                      | € 0,02                                                         | € 0,05                                                                                                  |
| --------------------------- | -------------------------------------------------------------- | --- |
|                             |                                                                | |
| La Terza Torre (il Montale) | Statua della Libertà                                           | La Prima Torre (la Guaita)                                                                              |
| € 0,10                      | € 0,20                                                         | € 0,50                                                                                                  |
|                             |                                                                | |
| La Basilica di San Marino   | San Marino raffigurato in un dipinto della scuola del Guercino | Le tre torri di San Marino (la Guaita, la Cesta e il Montale)                                           |
| € 1,00                      | € 2,00                                                         | Bordo 2 euro                                                                                            |
|                             |                                                                | |
| Lo stemma di San Marino     | Il Palazzo Pubblico                                            | La sequenza "2 *" ripetuta sei volte e alternativamente capovolta, dove "*" è sostituito da una stella. |

### 2ª serie (dal 2017)
Nel 2016 San Marino ha dichiarato di voler cambiare i disegni delle sue monete, avvalendosi della clausola per cui agli Stati che emettono monete euro è concesso cambiare la faccia nazionale ogni 15 anni.
I nuovi disegni degli euro sammarinesi, presentati il 9 febbraio 2017, rappresentano opere d’arte e monumenti di San Marino e sono stati realizzati da Arno Ludwig. 
| € 0,01                                 | € 0,02                                                                           | € 0,05                                                                                                  |
| -------------------------------------- | -------------------------------------------------------------------------------- | --- |
|                                        |                                                                                  | |
| Lo stemma di San Marino                | La Porta del Paese                                                               | La Chiesa dei Cappuccini                                                                                |
| € 0,10                                 | € 0,20                                                                           | € 0,50                                                                                                  |
|                                        |                                                                                  | |
| Facciata della Chiesa di San Francesco | Le tre Torri di San Marino                                                       | Ritratto di San Marino, particolare di un dipinto di Emilio Retrosi                                     |
| € 1,00                                 | € 2,00                                                                           | Bordo 2 euro                                                                                            |
|                                        |                                                                                  | |
| La Seconda Torre (la Cesta)            | Ritratto di San Marino, particolare di un dipinto di Giovanni Battista Urbinelli | La sequenza "2 *" ripetuta sei volte e alternativamente capovolta, dove "*" è sostituito da una stella. |

## Quantità monete coniate
| Anno                                                                                | Divisionali FDC | Divisionali FS | Circolanti Mini Set | € 0,01    | € 0,02    | € 0,05            | € 0,10  | € 0,20    | € 0,50    | € 1,00    | € 2,00  |
| ----------------------------------------------------------------------------------- | --------------- | -------------- | ------------------- | --------- | --------- | ----------------- | ------- | --------- | --------- | --------- | ------- |
| 2002                                                                                | 120.000         | 0              | Circolanti          | *         | *         | *                 | *       | 147.400   | 75.400    | 205.800   | 100.760 |
| 2002                                                                                | 120.000         | 0              | Mini Set            | /         | /         | /                 | /       | 40.000    | 40.000    | 40.000    | 40.000  |
| 2003                                                                                | 70.000          | 0              | Circolanti          | *         | *         | *                 | *       | 220.000   | 205.800   | *         | *       |
| 2003                                                                                | 70.000          | 0              | Mini Set            | /         | /         | /                 | /       | 140.000   | 140.000   | /         | /       |
| 2004                                                                                | 70.000          | 0              | Circolanti          | 1.360.000 | 1.395.000 | 1.000.000         | *       | *         | *         | *         | *       |
| 2004                                                                                | 70.000          | 0              | Mini Set            | 140.000   | /         | /                 | 140.000 | /         | /         | 140.000   | /       |
| 2005                                                                                | 70.000          | 0              | Circolanti          | *         | *         | *                 | *       | 160.000   | 179.712   | *         | *       |
| 2005                                                                                | 70.000          | 0              | Mini Set            | /         | 140.000   | /                 | /       | 140.000   | /         | /         | 140.000 |
| 2006                                                                                | 65.000          | 0              | Circolanti          | *         | *         | *                 | *       | *         | 193.880   | *         | *       |
| 2006                                                                                | 65.000          | 0              | Mini Set            | 130.000   | 130.000   | 130.000 + 150.000 | /       | /         | 150.000   | 150.000   | /       |
| 2007                                                                                | 70.000          | 0              | Circolanti          | *         | *         | *                 | *       | *         | 315.000   | *         | *       |
| 2007                                                                                | 70.000          | 0              | Mini Set            | /         | /         | /                 | 150.000 | 150.000   | 5.000     | /         | 150.000 |
| 2008                                                                                | 50.000          | 13.000         | Circolanti          | *         | *         | *                 | *       | 1.168.360 | 1.350.000 | *         | *       |
| 2009                                                                                | 50.000          | 13.000         | Circolanti          | *         | *         | *                 | *       | *         | *         | 1.096.672 | *       |
| 2010                                                                                | 48.000          | 8.600          | Circolanti          | *         | *         | *                 | *       | *         | *         | 996.134   | *       |
| 2010                                                                                | 48.000          | 8.600          | Mini Set            | /         | /         | 130.000           | /       | /         | /         | /         | 130.000 |
| 2011                                                                                | 48.000          | 7.500          | Circolanti          | *         | *         | *                 | *       | *         | *         | *         | 631.931 |
| 2011                                                                                | 48.000          | 7.500          | Mini Set            | /         | /         | /                 | /       | /         | /         | /         | 30.000  |
| 2012                                                                                | 40.000          | 5.000          | Circolanti          | *         | *         | *                 | *       | *         | *         | *         | 621.249 |
| 2012                                                                                | 40.000          | 5.000          | Mini Set            | /         | /         | /                 | /       | /         | 40.000    | 10.000    | 6.000   |
| 2013                                                                                | 30.000 15.000   | 5.000          | Circolanti          | *         | *         | *                 | *       | 100.000   | 100.000   | 424.205   | 572.624 |
| 2013                                                                                | 30.000 15.000   | 5.000          | Mini Set            | /         | /         | /                 | 40.000  | 20.000    | 32.000    | 32.000    | 20.000  |
| 2014                                                                                | 20.000 15.000   | 4.000          | Circolanti          | *         | *         | *                 | *       | *         | 723.275   | 1.517.500 | *       |
| 2015                                                                                | 17.000 15.000   | 2.400          | Circolanti          | *         | *         | *                 | *       | 50.000    | 750.001   | 1.675.600 | *       |
| 2016                                                                                | 13.000 15.000   | 2.400          | Circolanti          | *         | *         | *                 | *       | 200.000   | *         | *         | 874.067 |
| 2017                                                                                | 13.000 23.000   | 2.600          | Circolanti          | *         | *         | *                 | *       | 1.328.015 | *         | 500.000   | 600.000 |
| 2018                                                                                | 12.000 13.000   | 2.600          | Circolanti          | *         | *         | *                 | *       | 600.000   | 1.100.000 | 1.100.000 | *       |
| 2018                                                                                | 12.000 13.000   | 2.600          | Mini Set            | 10.000    | /         | 10.000            | /       | /         | /         | /         | 10.000  |
| 2019                                                                                | 12.000 12.150   | 2.500          | Circolanti          | *         | *         | *                 | *       | *         | 800.000   | 500.000   | 607.331 |
| 2019                                                                                | 12.000 12.150   | 2.500          | Mini Set            | /         | /         | /                 | /       | /         | /         | 15.000    | 15.000  |
| 2020                                                                                | 10.000 11.000   | 2.500          | Circolanti          | *         | *         | *                 | *       | *         | 600.000   | 500.000   | 621.257 |
| 2021                                                                                | 10.000 11.000   | 2.400          | Circolanti          | *         | *         | *                 | *       | 200.000   | 200.000   | 400.000   | 785.355 |
| 2022                                                                                | 9.000 10.000    | 2.300          | Circolanti          | *         | *         | *                 | *       | 62.000    | 800.000   | 818.000   | 450.366 |
| 2022                                                                                | 9.000 10.000    | 2.300          | Coincard            | /         | /         | /                 | /       | /         | /         | /         | 25.000  |
| 2023                                                                                | 8.000 11.000    | 2.600          | Circolanti          | *         | *         | *                 | *       | 478.680   | 580.000   | 720.000   | 664.173 |
| 2023                                                                                | 8.000 11.000    | 2.600          | Coincard            | /         | /         | /                 | /       | /         | /         | /         | /       |
| 2024                                                                                | 8.000 10.000    | 3.000          | Circolanti          | *         | *         | *                 | *       | 619.428   | 680.000   | 780.000   | 800.000 |
| 2024                                                                                | 8.000 10.000    | 3.000          | Coincard            | /         | /         | /                 | /       | /         | /         | /         | 15.000  |
| 2025                                                                                | 8.000 10.000    |                | Circolanti          | *         | *         | *                 | *       | 800.000   | 600.000   | 600.000   | 600.000 |
| 2025                                                                                | 8.000 10.000    | Coincard       | /                   | /         | /         | /                 | /       | /         | /         | 15.000    |         |
| / = non emessa, ? = finora sconosciuto, * = emessa solo nelle divisionali ufficiali |                 |                |                     |           |           |                   |         |           |           |           |         |

## 2 euro commemorativi
Ogni anno la Repubblica di San Marino emette una moneta commemorativa da 2 euro. Nonostante queste emissioni siano rivolte ai collezionisti, alcuni esemplari di queste monete vengono immesse in circolazione.
Non facendo parte dell'Unione europea, San Marino non partecipa alle emissioni comuni, ad eccezione del 10º anniversario della circolazione di banconote e monete euro.
| Immagine | Anno | Tema                                                                        | Tiratura | Emissione         | Incisore                  |
| -------- | ---- | --------------------------------------------------------------------------- | -------- | ----------------- | ------------------------- |
|          | 2004 | Bartolomeo Borghesi                                                         | 110.000  | 15 dicembre 2004  | Ettore Lorenzo Frapiccini |
|          | 2005 | Anno internazionale della fisica                                            | 130.000  | 14 ottobre 2005   | Luciana De Simoni         |
|          | 2006 | 500º anniversario della morte di Cristoforo Colombo                         | 120.000  | 17 ottobre 2006   | Luciana De Simoni         |
|          | 2007 | 200º anniversario della nascita di Giuseppe Garibaldi                       | 130.000  | 9 ottobre 2007    | Ettore Lorenzo Frapiccini |
|          | 2008 | Anno europeo del dialogo interculturale                                     | 130.000  | 20 maggio 2008    | Ettore Lorenzo Frapiccini |
|          | 2009 | Anno europeo della creatività e dell'innovazione                            | 130.000  | 5 settembre 2009  | Annalisa Masini           |
|          | 2010 | 500º anniversario della morte di Sandro Botticelli                          | 130.000  | 7 settembre 2010  | Roberto Mauri             |
|          | 2011 | 500º anniversario della nascita di Giorgio Vasari                           | 130.000  | 4 giugno 2011     | Claudia Momoni            |
|          | 2012 | 10º anniversario della circolazione di banconote e monete in euro           | 130.000  | 19 giugno 2012    | Helmut Andexlinger        |
|          | 2013 | 500º anniversario della scomparsa del Pinturicchio                          | 110.000  | 13 settembre 2013 | Claudia Momoni            |
|          | 2014 | 500º anniversario della morte di Donato Bramante                            | 114.000  | 23 giugno 2014    | Maria Carmela Colaneri    |
|          | 2014 | 90º anniversario della morte di Giacomo Puccini                             | 100.000  | 29 settembre 2014 | Uliana Pernazza           |
|          | 2015 | 750º anniversario della nascita di Dante Alighieri                          | 102.400  | 8 aprile 2015     | Annalisa Masini           |
|          | 2015 | 25º anniversario della riunificazione tedesca                               | 102.400  | 29 settembre 2015 | Erik Spiekermann          |
|          | 2016 | 550º anniversario della morte di Donatello                                  | 87.400   | 5 aprile 2016     | Matt Bonaccorsi           |
|          | 2016 | 400º anniversario della morte di William Shakespeare                        | 82.400   | 22 settembre 2016 | Matt Bonaccorsi           |
|          | 2017 | 750º anniversario della nascita di Giotto                                   | 73.100   | 30 marzo 2017     | Luciana De Simoni         |
|          | 2017 | Anno internazionale del turismo sostenibile                                 | 73.100   | 31 agosto 2017    | Uliana Pernazza           |
|          | 2018 | 500º anniversario della nascita di Tintoretto                               | 63.100   | 5 aprile 2018     | Luciana De Simoni         |
|          | 2018 | 420º anniversario della nascita di Gian Lorenzo Bernini                     | 63.100   | 20 settembre 2018 | Annalisa Masini           |
|          | 2019 | 500º anniversario della morte di Leonardo da Vinci                          | 56.650   | 4 aprile 2019     | Uliana Pernazza           |
|          | 2019 | 550º anniversario della morte di Filippo Lippi                              | 56.650   | 29 agosto 2019    | Maria Angela Cassol       |
|          | 2020 | 500º anniversario della morte di Raffaello Sanzio                           | 54.000   | 5 marzo 2020      | Annalisa Masini           |
|          | 2020 | 250º anniversario della morte di Giambattista Tiepolo                       | 54.000   | 27 agosto 2020    | Claudia Momoni            |
|          | 2021 | 450º anniversario della nascita di Michelangelo Merisi, detto il Caravaggio | 54.000   | 1º marzo 2021     | Silvia Pratesi            |
|          | 2021 | 550º anniversario della nascita di Albrecht Dürer                           | 54.000   | 27 agosto 2021    | Valerio de Seta           |
|          | 2022 | 530º anniversario della morte di Piero della Francesca                      | 55.000   | 28 aprile 2022    | Claudia Momoni            |
|          | 2022 | 200º anniversario della morte di Antonio Canova                             | 55.000   | 4 ottobre 2022    | Antonio Vecchio           |
|          | 2023 | 500º anniversario della scomparsa del Perugino                              | 56.000   | 27 aprile 2023    | Maria Angela Cassol       |
|          | 2023 | 500º anniversario della scomparsa di Luca Signorelli                        | 56.000   | 5 settembre 2023  | Marta Bonifacio           |
|          | 2024 | 50º anniversario della Costituzione                                         | 59.000   | 23 aprile 2024    | Emanuele Ferretti         |
|          | 2024 | 530º anniversario della morte del Ghirlandaio                               | 59.000   | 5 settembre 2024  | Valerio de Seta           |
|          | 2025 | Giubileo del 2025                                                           | 59.000   | 27 marzo 2025     | Gabriele Di Maulo         |
|          | 2025 | 550º anniversario della nascita di Michelangelo Buonarroti                  | 59.000   | 3 luglio 2025     | Silvia Petrassi           |